# Liste der transnistrischen Außenminister
Diese Liste der transnistrischen Außenminister listet alle transnistrischen Außenminister seit 2000 auf.
| Antritt           | Abgang            | Außenminister                        | Lebensdaten | Partei | Regierung                                                    |
| ----------------- | ----------------- | ------------------------------------ | ----------- | ------ | ------------------------------------------------------------ |
| 2000              | Juli 2008         | Waleri Anatoljewitsch Lizkai         | * 1949      |        |                                                              |
| 28. November 2008 | 17. Januar 2012   | Wladimir Walerjewitsch Jastrebtschak | 1979–2024   |        |                                                              |
| 24. Januar 2012   | 1. September 2015 | Nina Wiktorowna Schtanski            | * 1977      |        | Regierung Stepanow, Regierung Turanskaja                     |
| 2015              | amtierend         | Witali Ignatijew                     | * 1980      |        | Regierung Turanskaja, Regierung Prokudin, Regierung Martynow |